# 南京東路 (臺北市)

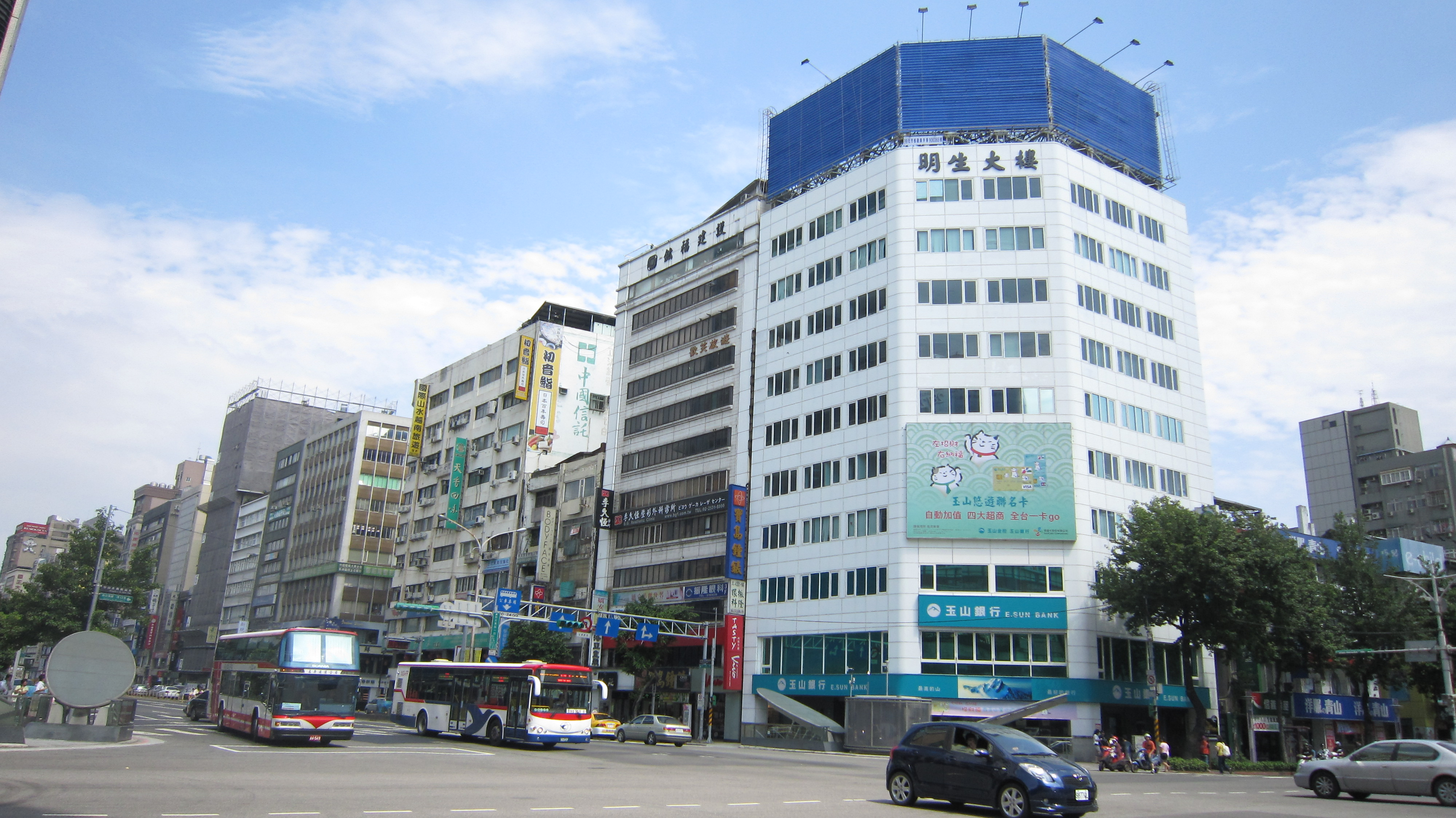
南京東路一段

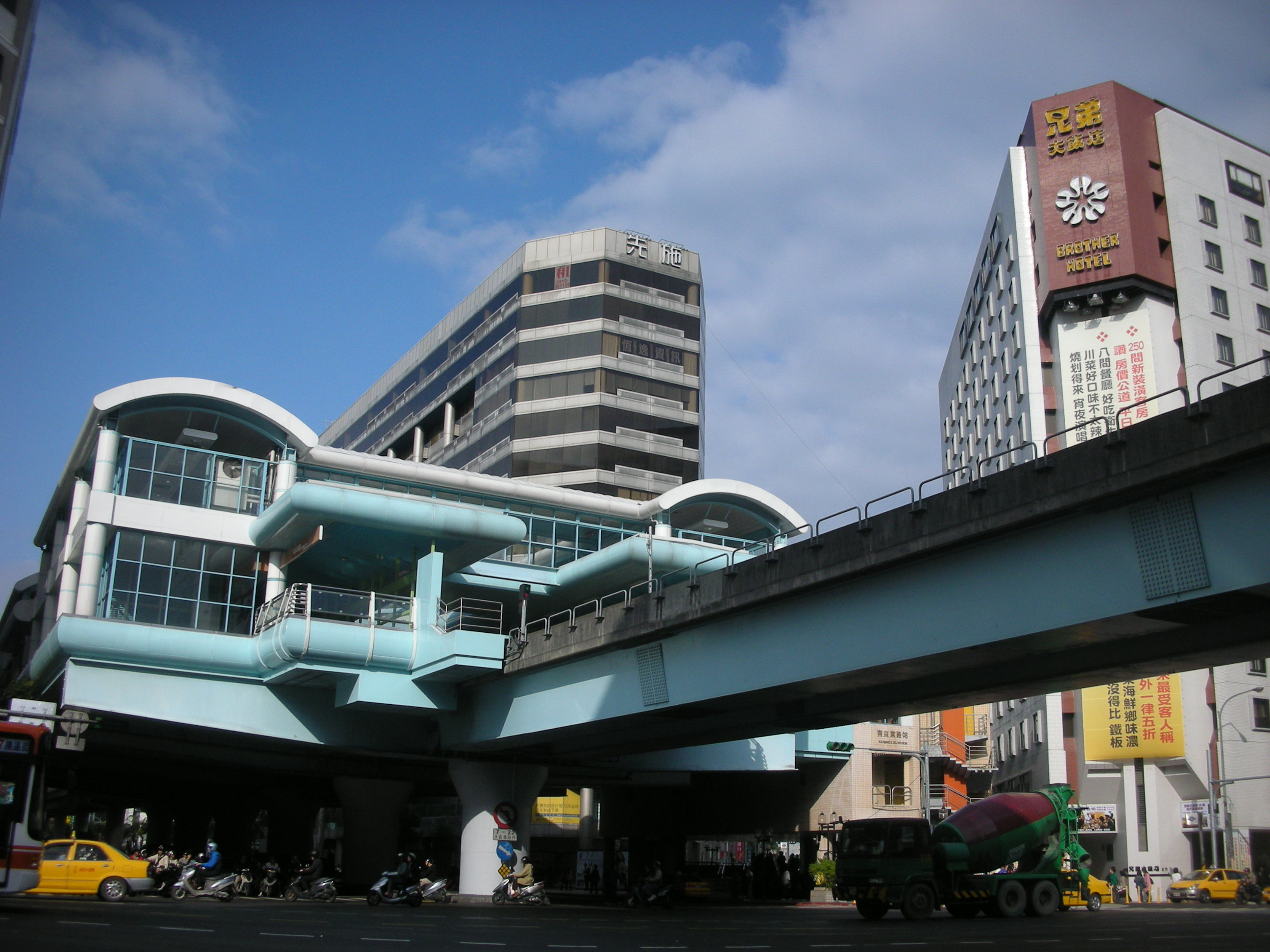
捷運南京復興站（南京東路三段）

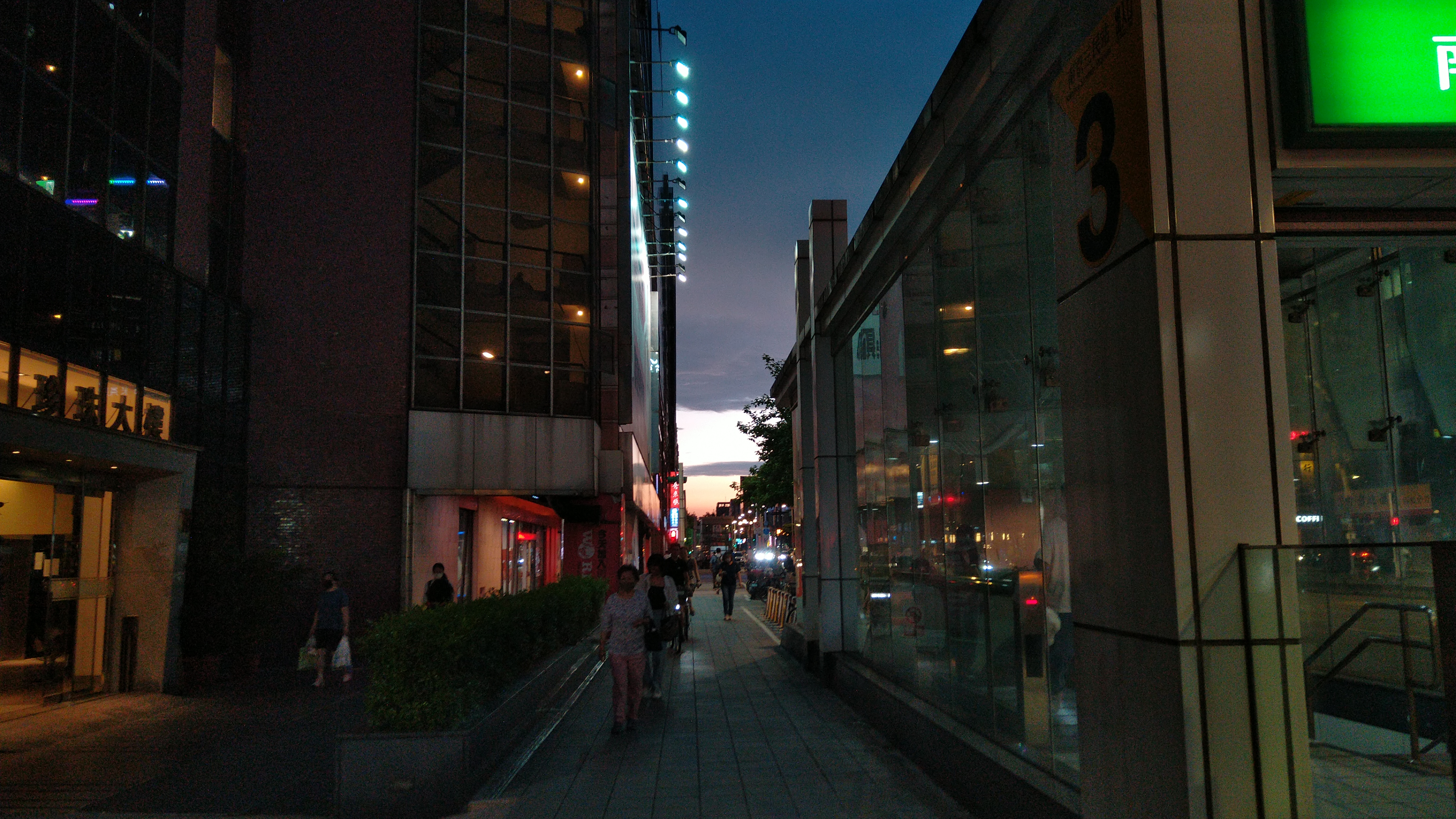
在南京復興站3號出口的黃昏

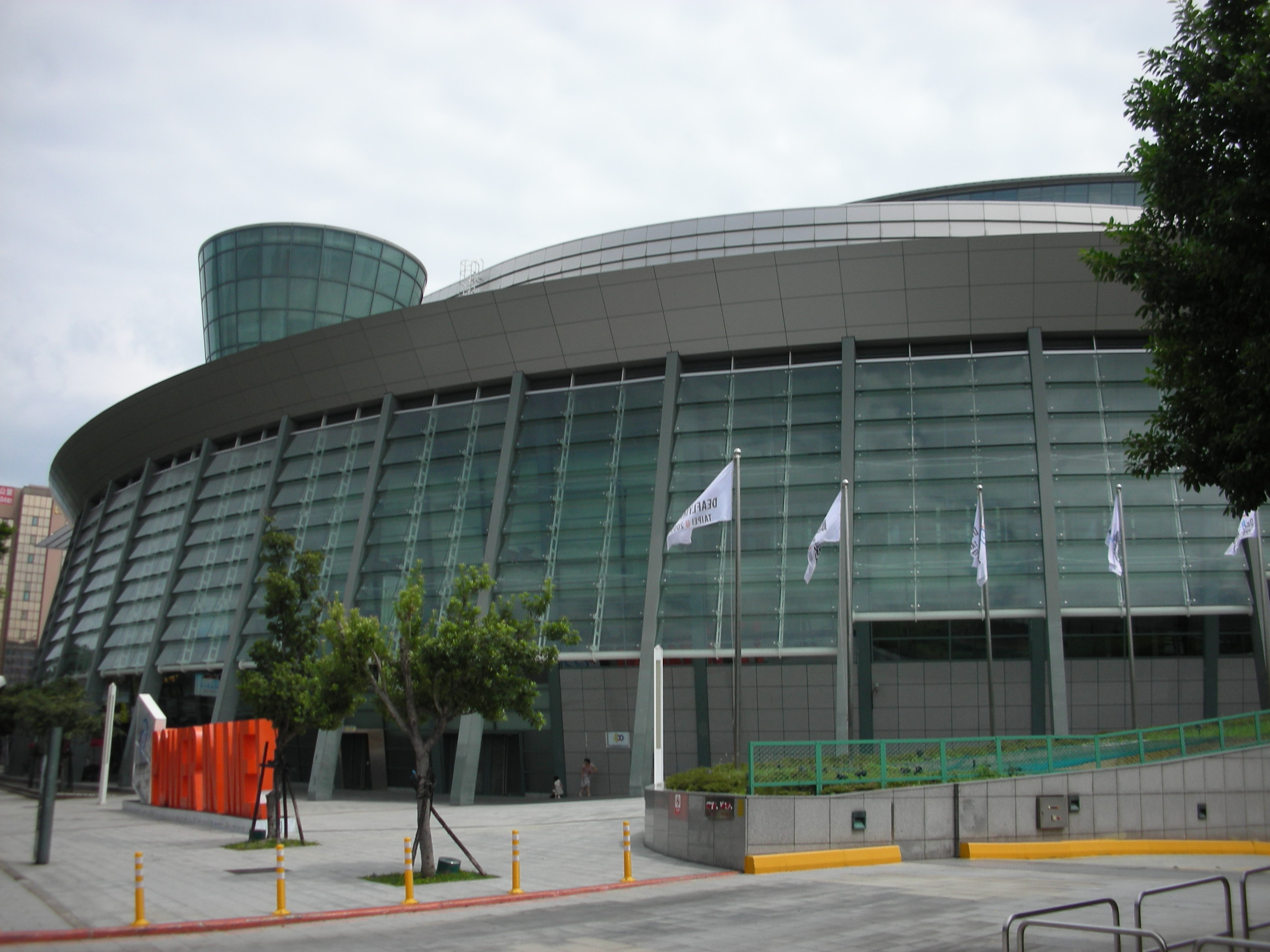
台北小巨蛋（南京東路四段）

南京東路為臺北市的重要幹道，大致呈東西向，西於中山北路口接南京西路，東於塔悠路口接麥帥一橋，最後在內湖接上國道一號高速公路，全程共有六段，其中南京東路一段至五段路中央布設公車專用道。此外，台北捷運松山新店線（松江南京站-南京三民站段）即沿著南京東路一段至五段，並在此路下設置4座車站，還有2段自行車道及台北市公共自行車租賃系統5個租賃站。
臺灣最早的一條高速公路——麥克阿瑟公路（1964年5月2日－1977年7月10日）臺北市區路段，與今日的南京東路四段─六段路線相同。

## 行經行政區域
（由西至東）
- 中山區（一段、二段、三段復興北路以西）
- 松山區（三段復興北路以東、四段、五段）
- 內湖區（六段）

## 歷史
南京東路原為水田，臺灣日治時代1939年所訂定的都市計劃中已包括了南京東路的興建，在計畫中編為2號道路，預定全線路寬為40公尺。1947年中華民國政府以南京市命名為「南京東路」，不分段。1951年闢建為防空疏散道路，自1956年起，臺北市政府接受美援作為工程費，並自籌土地徵收、拆遷房屋及青苗等補償費，同時成立美援道路工程處，隔年（1957年），利用中美基金貸款新鋪柏油路面並拓延至松山，成為當時的九條美援道路之一。1960年5月1日整編門牌，由原先的不分段改分一至五段。美援道路的完成使得以大稻埕為首的資本和人口才開始湧進這塊地區，形成了日後南京東路商圈的主流。
1960年代至今，南京東路一帶的金融機構、保險公司、商業辦公大樓、飯店及百貨公司如雨後春筍般冒出，南京商圈因而建立優越的商業地位，並躍升臺北市財經中心區。而現在的南京東路二段、三段、四段、五段一帶，與松江路、復興北路、敦化北路等重要道路交會，更由於銀行等各類金融機構密集，而有「台北華爾街」（Taipei Wall Street）之稱。
1980年，已大部份併入中山高速公路之麥帥公路僅存麥帥一橋至高速公路內湖交流道路段，於1980年納入市區道路系統，命名為南京東路六段（路兩側房屋之門牌號碼至2009年始改編為南京東路六段），路段長僅餘二公里。

## 分段
南京東路共分六段。
- 一段：西於中山南北路與南京西路相接，東於新生北路與南京東路二段相接。
- 二段：西於新生北路與南京東路相接，東於建國北路與南京東路三段相接。
- 三段：西於建國北路與南京東路二段相接，東於敦化北路與南京東路四段相接。
- 四段：西於敦化北路與南京東路三段相接，東於光復北路與南京東路五段相接。
- 五段：西於光復北路與南京東路四段相接，東於塔悠路口與麥帥一橋相接。
- 六段：西起麥帥一橋與南京東路五段相接，平面部份東於成功路上方高架橋與中山高速公路（國道一號）相接，高架部份則於舊宗路口接上環東大道，往南港方向及福爾摩沙高速公路（國道三號）。

## 道路設計

### 車道數
- 一段－四段：雙向各四車道，最內側均為公車專用道。
- 五段（光復北路─南京東路五段66巷）：雙向各四車道，最內側均為公車專用道。
- 五段（南京東路五段66巷─三民路）：雙向各四車道，東向西最內側為公車專用道。
- 五段（三民路─麥帥一橋）：雙向各四車道。
- 六段：平面內側雙向各三車道，平面外側雙向各1－2車道；高架雙向各二車道。

### 號碼
- 一段：單號1－31，雙號2－140。
- 二段：單號1－167，雙號2－224。
- 三段：單號1－337，雙號2－350。
- 四段：單號1－199，雙號2－186。
- 五段：單號1－411，雙號2－392。
- 六段：單號1－149，雙號2－390。

## 沿線設施
（由西到東）
| | |
| - 一段 - 台北大倉久和大飯店（9號） - 康樂公園、林森公園（35號） - 台北市公共自行車租賃系統林森公園站 - 林森公園地下停車場 - 國王大飯店（118號） - 神旺商務酒店（128號） - 中山北路口 - 臺北市政府警察局中山分局（中山北路二段1號） - 二段 - 法務部行政執行署台北分署（1號） - 中央再保險公司再保大樓（53號） - 第一華僑大飯店（63號） - 台灣肥料公司（88號） - 亞洲信託大樓（116號，改建中） - 捷運松江南京站（5號出口、6號出口） - 新光人壽南東大樓（123號，新光集團舊總部，改建中） - 寒居酒店 (松江路116號) - 文水藝文中心（124號9樓） - 聯邦商業大樓（137號） - 三段 - 華航大樓（131號，中華航空舊總部） - 財政部台北國稅局松山分局（131號，華航大樓內） - JR東日本集團JR東日本大飯店 台北（133號，暫譯；原六福皇宮址） - 印度尼西亞銀行台北分行（166號） - 廈門航空台灣分公司（168號10樓） - 捷運南京復興站（復興北路口，253號） - 台北市公共自行車租賃系統捷運南京復興站（5號出口） - 兄弟大飯店（255號） - 敦化國中（300號） - 微風南京（337號） - 敦化北路口 - 臺北金融中心大樓（敦化北路88、88之1號） | - 四段 - 臺北小巨蛋（2號） - 臺北網球場（6號） - 臺北體育館（10號） - 臺北市政府警察局松山分局（12號）及台北市政府捷運工程局中區工程處（12之1號）辦公大樓 - 捷運臺北小巨蛋站 - 台北市公共自行車租賃系統捷運台北小巨蛋站（5號出口） - 大塊文化（25號11樓） - 圓神出版事業機構（50號6樓之1） - 寧安街口 - 育達高職（寧安街12號） - 五段 - 新光前瞻金融大樓（1至3號） - 花旗（台灣）商業銀行松山分行（3號1至2樓） - 中華開發（125、127號） - 捷運南京三民站 - 台北市公共自行車租賃系統捷運南京三民站（1號出口） - 吉野家 南京三民店 - - 南松山天主堂（352號） - 六段 - 台北企業總部園區 - 台塑企業內湖大樓總部（380號） - 星宇航空臺北總部（382號15樓） - 麥帥新城-基河一期國宅 - 台北市公共自行車租賃系統基河一期國宅站 - 環東快速道路 |